# Lakeland (Nova York)
Lakeland és una concentració de població designada pel cens dels Estats Units a l'estat de Nova York. Segons el cens del 2000 tenia 2.852 habitants.

## Demografia
Segons el cens del 2000, Lakeland tenia 2.852 habitants, 1.076 habitatges, i 800 famílies. La densitat de població era de 724,4 habitants/km².
Dels 1.076 habitatges en un 34,2% hi vivien nens de menys de 18 anys, en un 63% hi vivien parelles casades, en un 7,9% dones solteres, i en un 25,6% no eren unitats familiars. En el 21,1% dels habitatges hi vivien persones soles l'11,2% de les quals corresponia a persones de 65 anys o més que vivien soles. El nombre mitjà de persones vivint en cada habitatge era de 2,65 i el nombre mitjà de persones que vivien en cada família era de 3,1.
Per edats la població es repartia de la següent manera: un 24,9% tenia menys de 18 anys, un 6,7% entre 18 i 24, un 27,4% entre 25 i 44, un 26,2% de 45 a 60 i un 14,9% 65 anys o més.
L'edat mediana era de 40 anys. Per cada 100 dones de 18 o més anys hi havia 88,9 homes.
La renda mediana per habitatge era de 47.378 $ i la renda mediana per família de 54.667 $. Els homes tenien una renda mediana de 41.159 $ mentre que les dones 25.755 $. La renda per capita de la població era de 21.000 $. Entorn del 4% de les famílies i el 4,9% de la població estaven per davall del llindar de pobresa.